# Königshainer Berge

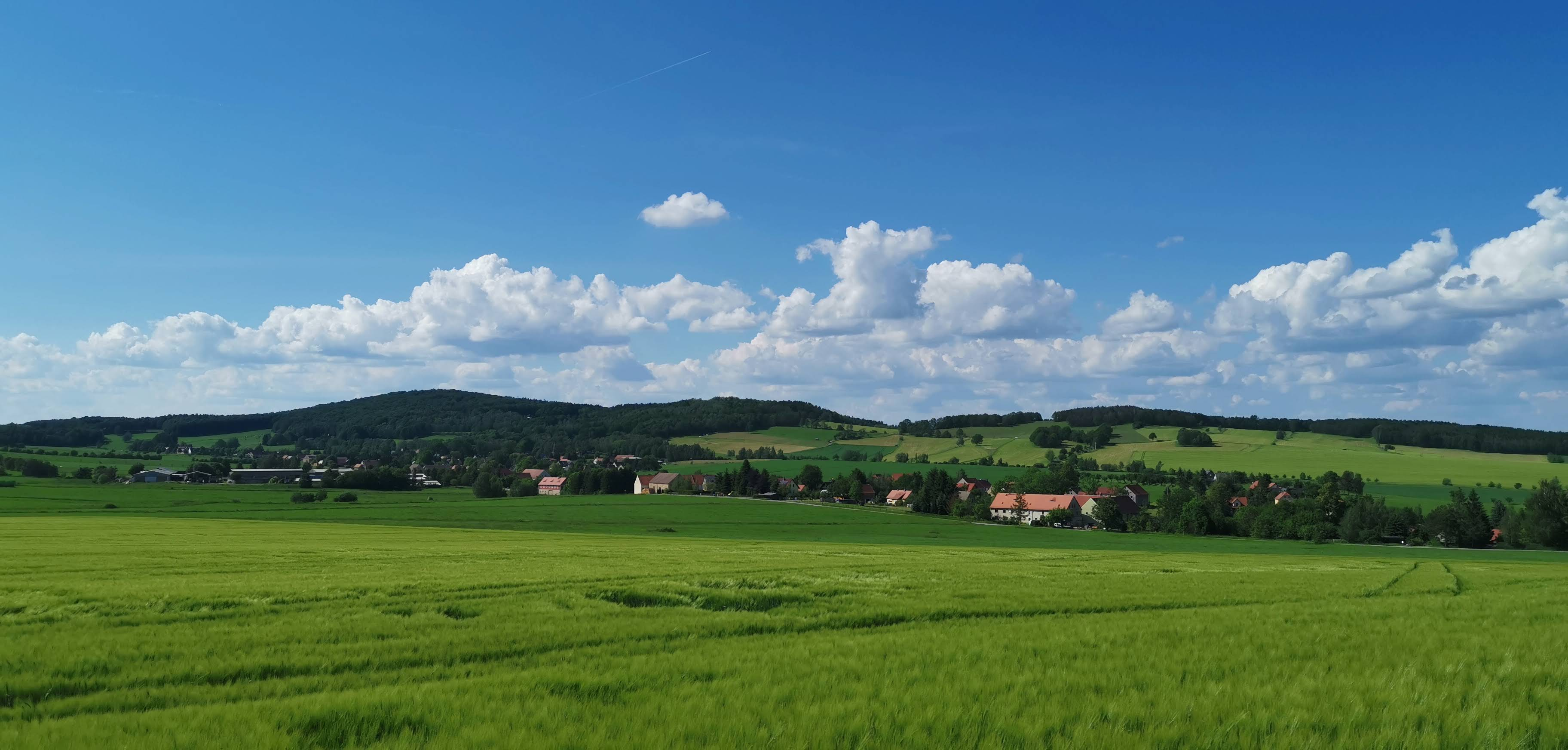
Ausblick in die Königshainer Berge

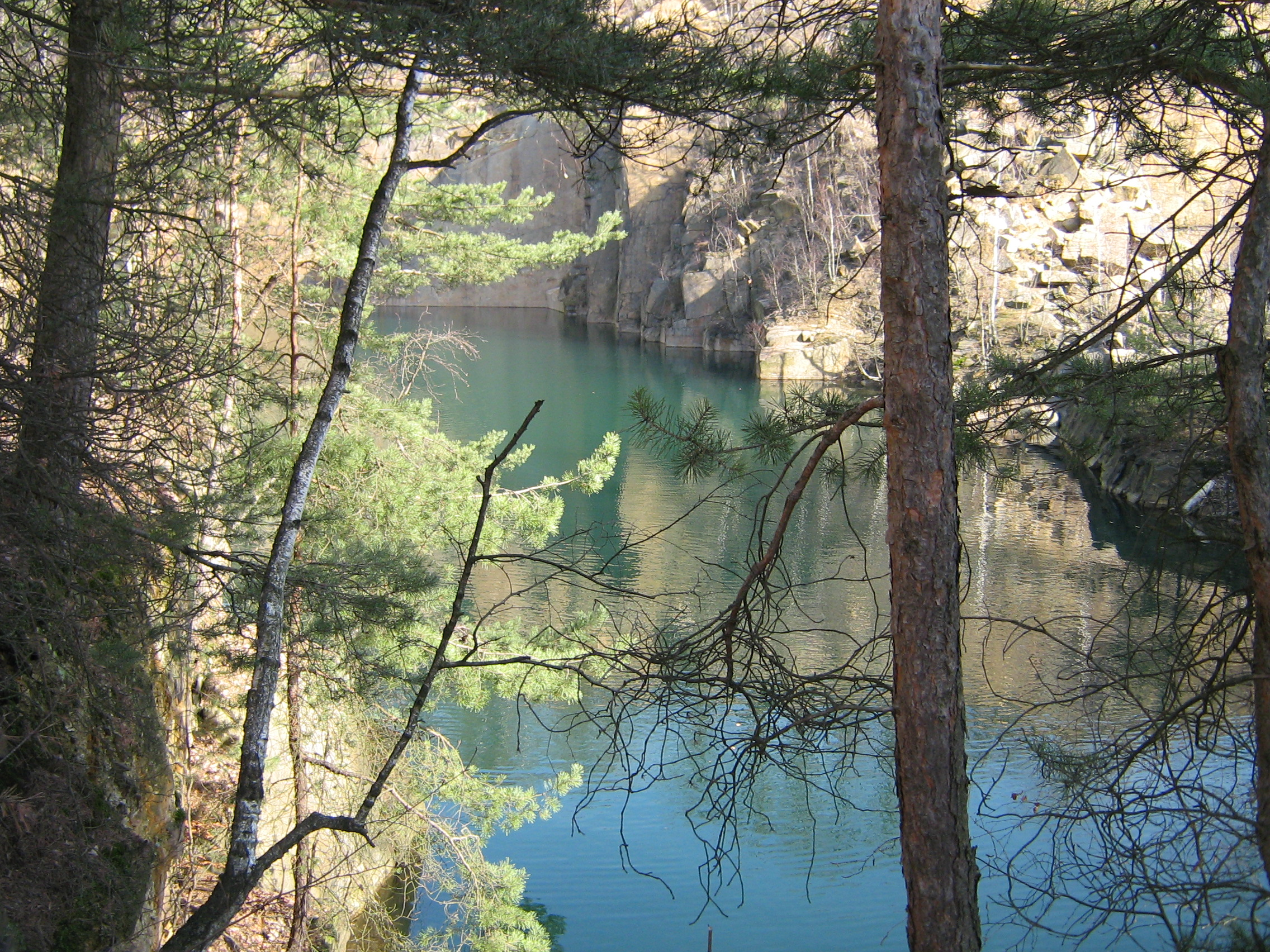
Steinbruchsee in den Königshainer Bergen

Die Königshainer Berge (obersorbisch Limas) liegen in der Östlichen Oberlausitz westlich der Stadt Görlitz im Landkreis Görlitz. Sie befinden sich nördlich und südlich der namensgebenden Gemeinde Königshain und sind ein ausgedehntes, zirka 50 km2 großes und meist bewaldetes Granitgebiet. Die Haupt-Erhebungen sind die am Ahlberg 415 m ü. NHN hohen Kämpferberge im Süden, der bekannte Hochstein mit 397,2 m ü. NHN im Norden und der Hutberg im (Süd-)Westen. 
In der naturräumlichen Gliederung Sachsens werden sie der Makrogeochore Östliche Oberlausitz (11), der Mesogeochore Königshainer Berg- und Hügelland (11013) und den beiden Mikrogeochoren Kämpferberg-Rücken (inklusive Hochstein) und Eichberg-Hutberg-Rücken zugerechnet. Die gesamten Königshainer Berge sind seit 1974 Landschaftsschutzgebiet. In einem Teil (Elysium) des ehemaligen Firstensteinbruches befindet sich ein Vogelschutzgebiet.

## Beschreibung
Die noch heute vorhandenen freistehenden Granitfelsen sind die Überreste von über 100 freistehenden und bis zu 24 m hohen Felstürmen, die in der über 200-jährigen Steinbruchstätigkeit abgetragen wurden. Der Königshainer Granit wurde unter anderem als Baumaterial für das Reichstagsgebäude in Berlin und den Leuchtturm auf Kap Arkona verwendet. Schon 1842 wurde der Bürgersteig um das damalige Königliche Schloss zu Berlin aus diesem Gestein hergestellt. Die Uferschutzmauer der Insel Helgoland besteht ebenso aus diesem Material. Nach 1945 baute man damit S-Bahnhöfe in Berlin (Alexanderplatz), das Berliner Dynamo-Stadion, das Fichtelberg-Hotel und Teile des sowjetischen Ehrenmals in Berlin-Treptow. Heute zeugen das Granitabbaumuseum und zahlreiche Steinbruchlöcher und -seen vom früheren Abbau. Auf dem Hochstein befinden sich einige übrig gebliebene freistehende Felstürme neben einem Aussichtsturm und der Bergbaude. Die Umgebung des Hochsteins steht seit 1930 als Naturdenkmal unter Naturschutz. Im Jahr 1975 wurde der Steinbruchbetrieb endgültig eingestellt. Die freistehenden Felsen und die Bruchwände der einstigen Steinbrüche werden seit den 1970er-Jahren für den Klettersport genutzt.
Den Nordteil der Königshainer Berge unterquert die Bundesautobahn 4 mit dem Tunnel Königshainer Berge, dem drittlängsten Autobahntunnel Deutschlands.

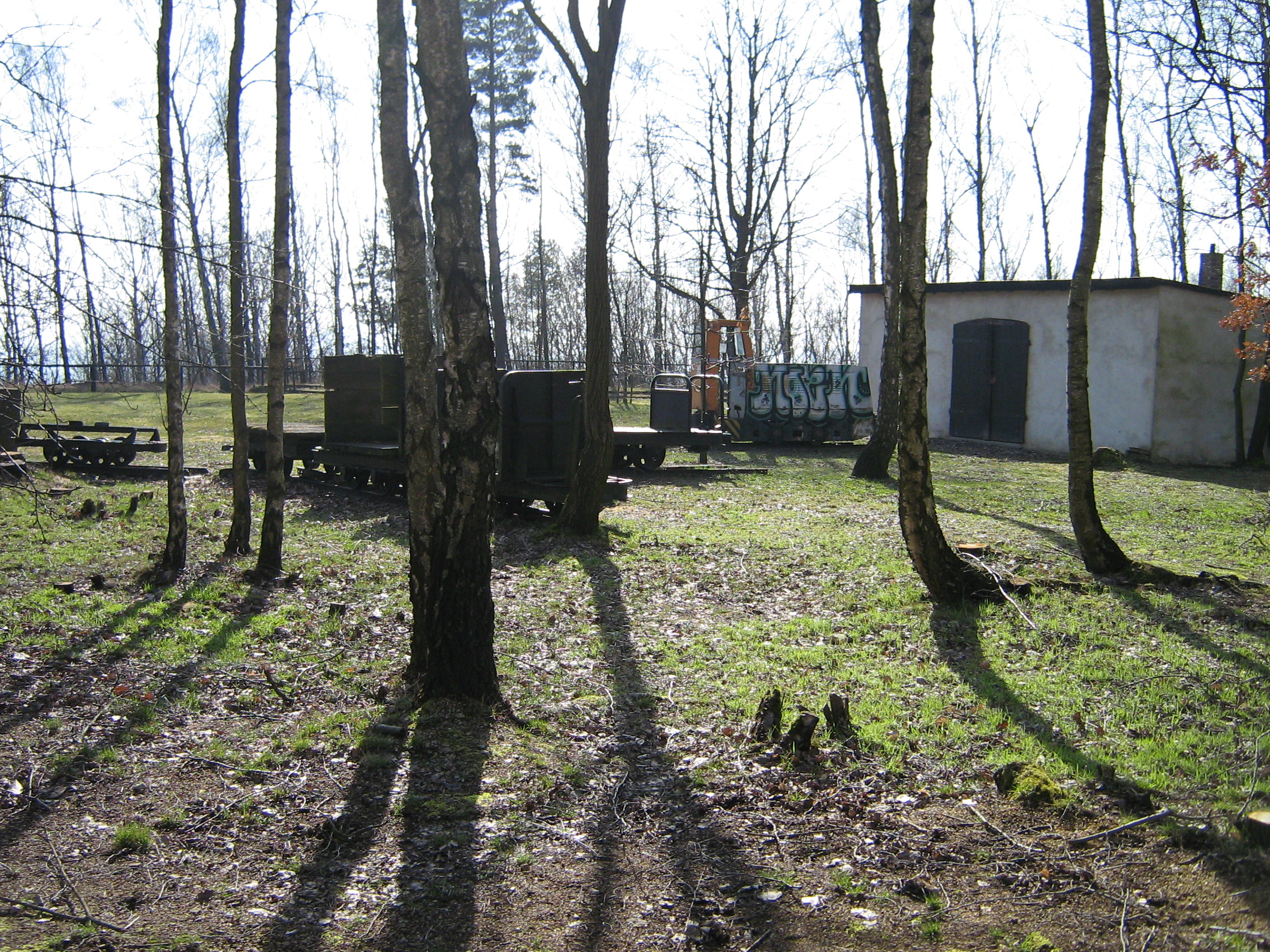
Granitabbaumuseum in den Königshainer Bergen
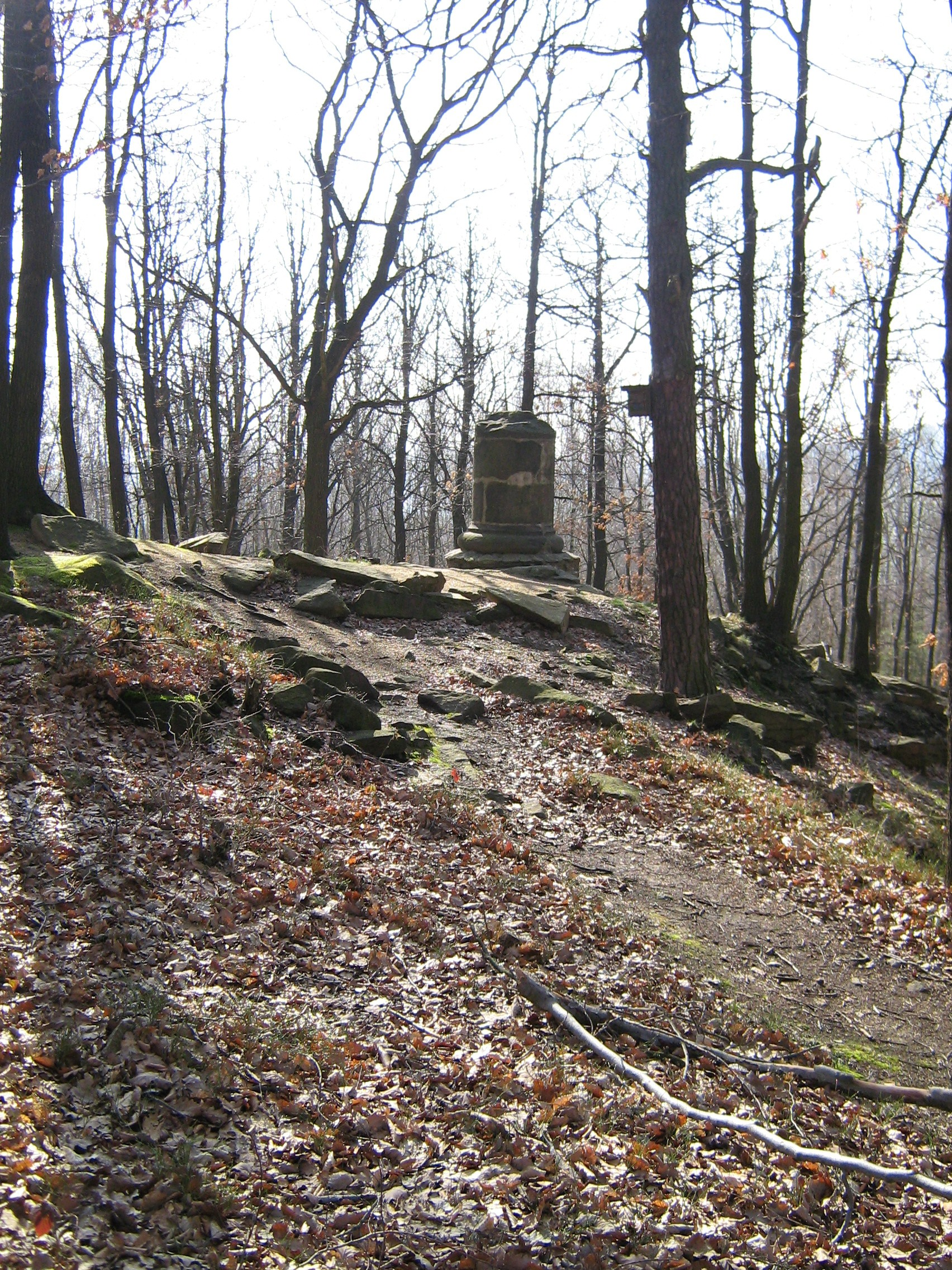
Schachmannsäule in der Nähe der Firstensteinbrüche
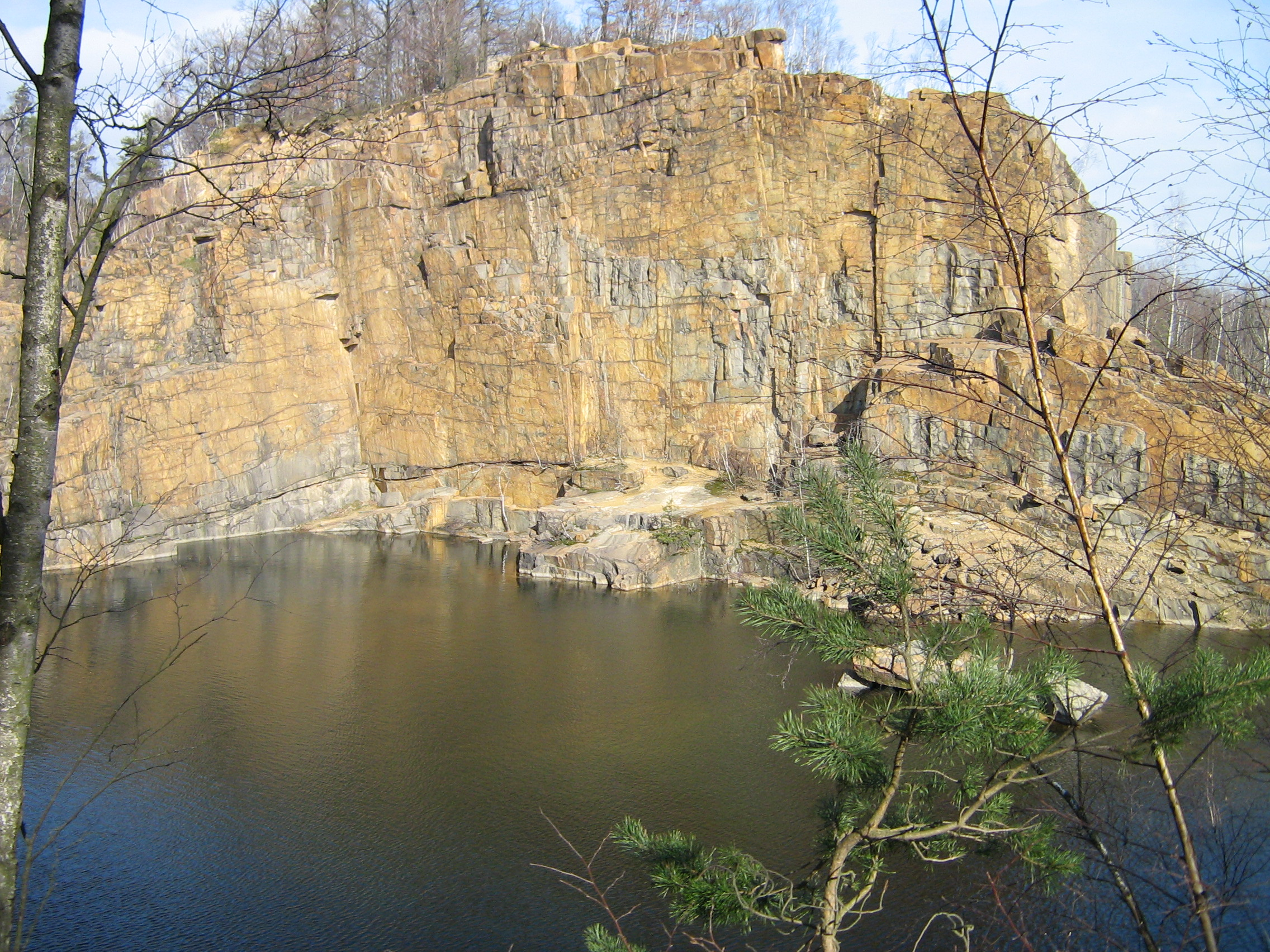
Firstensteinbruch in den Königshainer Bergen
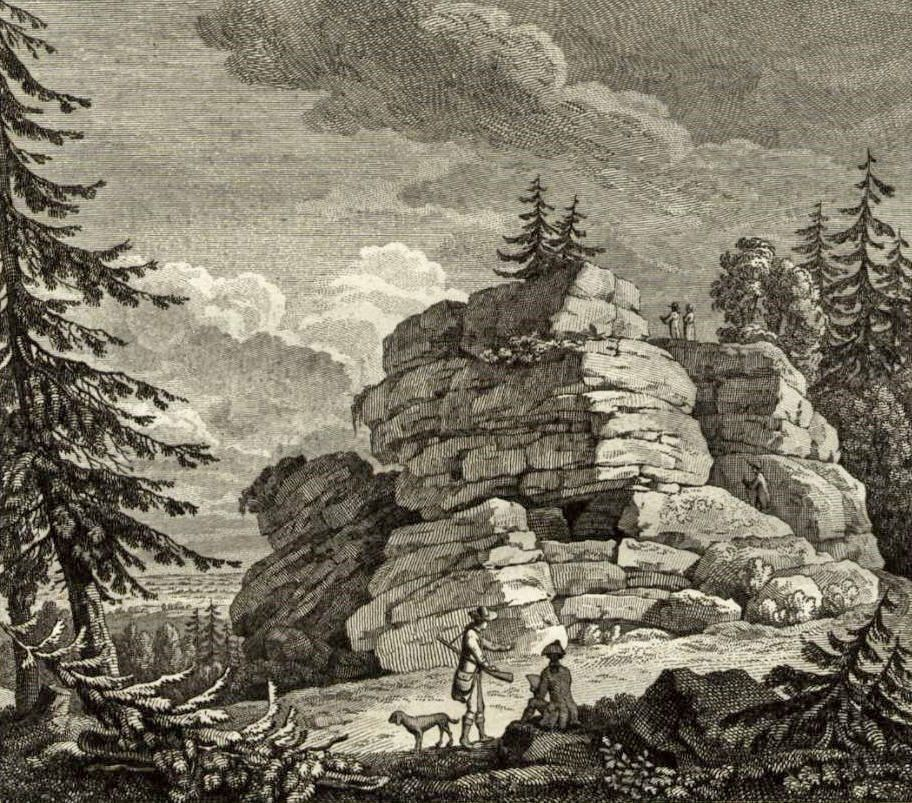
Der Totenstein in den Königshainer Bergen. Kupferstich von Carl Adolph Gottlob von Schachmann
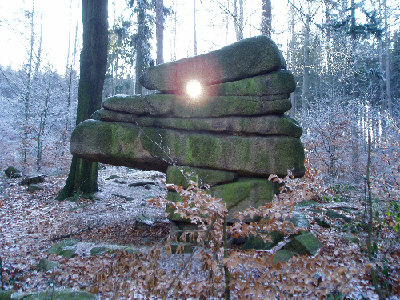
Wintersonnenwende im Auge des Kuckucksteins 2007
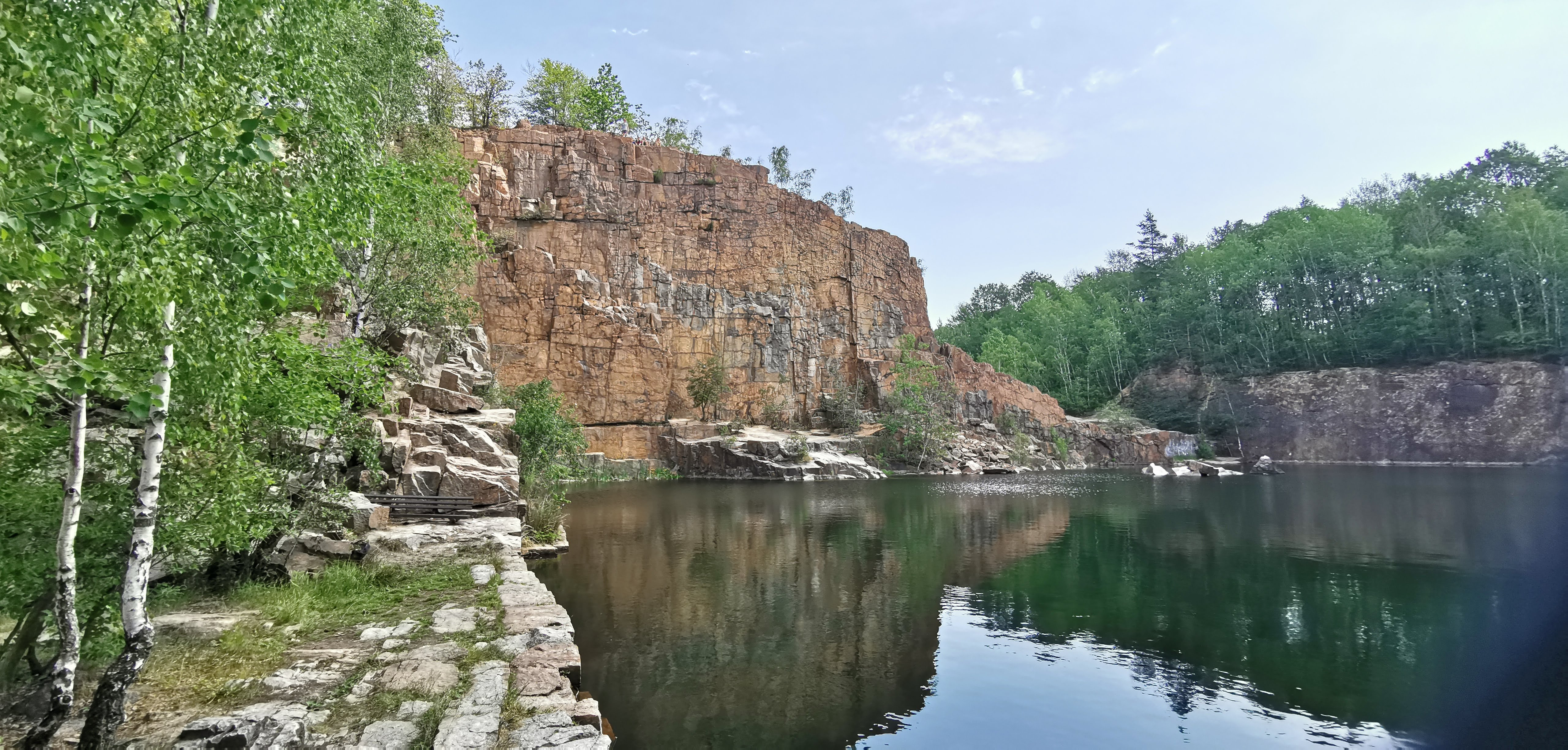
Steinbruch Firstenstein
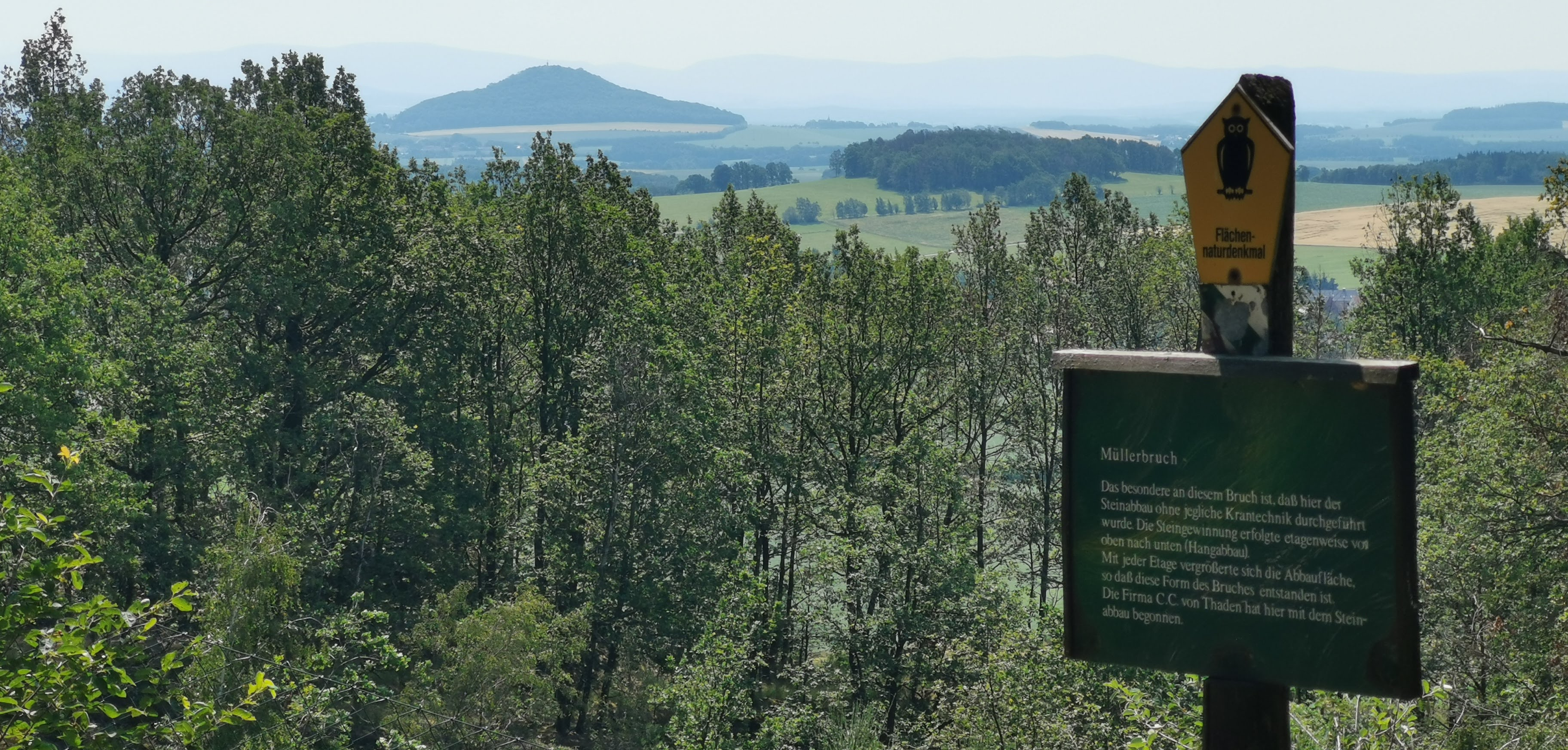
Müllerbruch, Königshainer Berge
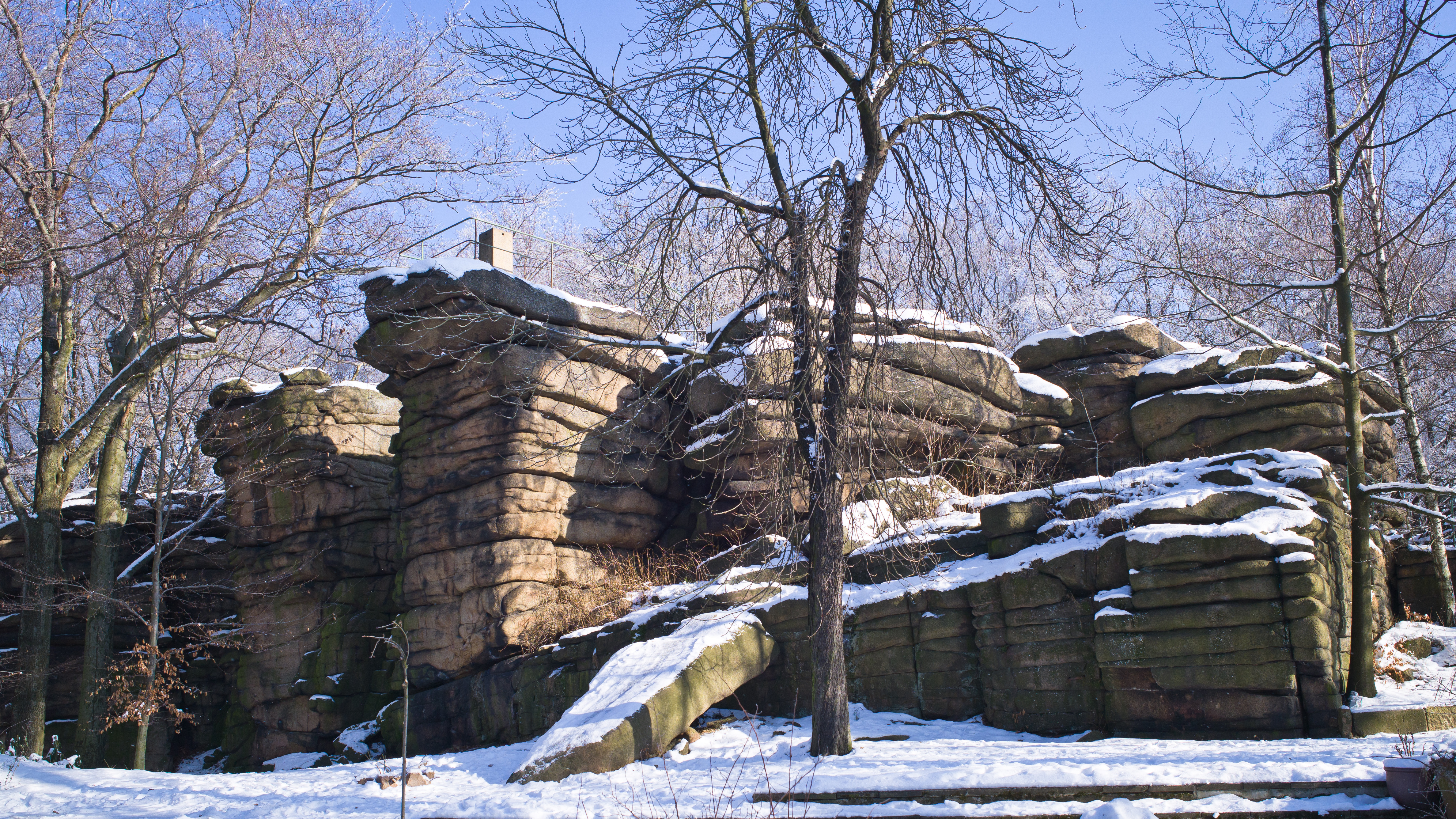
Hochstein

## Totenstein
Bekannteste noch existierende Felsgruppe ist der zirka zehn Meter hohe Totenstein. Der Felsen diente in der Ur- und Frühgeschichte als Kultplatz und ist als Fundplatz seit dem 17. Jahrhundert bekannt. Zahlreiche Zeugnisse wurden hier von Carl Adolph Gottlob von Schachmann gefunden. Die ältesten Funde (u. a. Keramikscherben, bronzene Schmuckreste, Pfeilspitzen) stammen aus der mittleren Bronzezeit bzw. der frühen Eisenzeit und sind somit über 3000 Jahre alt. Darüber hinaus wurden zahlreiche hoch- und spätmittelalterliche Keramikscherben geborgen. Aufgrund des großen forschungsseitigen Interesses am Totenstein wurde dieser vom preußischen König Friedrich Wilhelm IV. bei einem Besuch im Jahr 1844 als "Denkmal der Vorzeit" unter Schutz gestellt.

## Firstenstein
Der Firstenstein, auch Scheffel- oder Mittagsstein genannt, war der höchste der freistehenden Felsen in den Königshainer Bergen. Er wurde noch 1920 zum Naturdenkmal erklärt. Auf dem Felsen wurde eine Granitsäule errichtet. Er fiel trotzdem in den 1930er-Jahren den Steinbrucharbeiten zum Opfer. Auf dessen Gipfel befand sich eine Gedenksäule zu Ehren des Gutsbesitzers und Pioniers der Oberlausitzischen Gesellschaft der Wissenschaften zu Görlitz, Carl Adolph Gottlob von Schachmann (1725–1789). Dieser hatte sich um die Erschließung der Gegend verdient gemacht. Auch die Säule musste dem fortschreitenden Abbau weichen. Heute befindet sich hier unterhalb der Firstensteinkuppe (380,2 m) der dreigeteilte Firstensteinbruch. Dieser wird wegen des hohen Lehmanteiles im Gestein auch Lehmloch genannt. Die Wassertiefe beträgt bis zu 15 Meter.

## Hochstein
Der Hochstein ist ein sehr markanter Granitfelsen in den Königshainer Bergen in der Oberlausitz (Sachsen). Mit einer Höhe von 397 Metern ist er einer der höchsten Punkte der Region und ein beliebtes Ausflugs- und Wanderziel. Der Hochstein ist eng mit dem Adeligen und Naturforscher Carl Adolph Gottlob von Schachmann (1725–1789) verbunden, der auf dem nahegelegenen Schloss Königshain lebte.

## Kuckuckstein
Der Kuckuckstein ist ein kleiner vogelkopfähnlicher Felsen mit einem künstlichen Sichtloch als Auge. Während der Wintersonnenwende erscheint darin an mehreren Tagen die Mittagssonne.

## Die Opfersteine
Zwischen dem kleinen Ort Biesig und dem Eichberg (338 m) liegen die Opfersteine. Der erste Opferstein ist zwei Meter breit, einen Meter hoch und rechteckig. Ein kleinerer Stein, nicht weit entfernt von ihm, ist der Grund für den im Plural gesprochenen Namen. Beide sind unter Denkmalschutz gestellt, da auf ihnen in slawischer Zeit Kult- und Opferhandlungen stattgefunden haben.

## Klettersport
Erste nachweisbare Klettereien fanden Anfang der 1950er-Jahre am Totenstein und den Teufelssteinen durch Görlitzer Kletterer statt. In den 1970er-Jahren wurden im Hamannbruch einige Trainingsrouten für künstliche Kletterei geschaffen. Die Haupterschließungswelle begann Mitte der 1980er-Jahre, an der sich neben den einheimischen Kletterern auch namhafte Kletterer aus der Sächsischen Schweiz wie Bernd Arnold beteiligten. In den 1990er-Jahren erreichten die Schwierigkeiten mit dem Weg Schlesierland den Elften Grad (UIAA). Mittlerweile kann die Erschließung als fast abgeschlossen betrachtet werden. Derzeit kann an acht Gipfeln und zehn Massiven (Steinbruchwände) mit über zweihundert Wegen geklettert werden.